# Ozarba cervina
Ozarba cervina är en fjärilsart som beskrevs av Hans Rebel 1948. Ozarba cervina ingår i släktet Ozarba och familjen nattflyn. Inga underarter finns listade i Catalogue of Life.